# ASV Heros Dortmund
Der ASV Heros 1894 Dortmund e. V. ist ein deutscher Ringerverein. Heros Dortmund ist  Deutscher Rekordmeister.
Neben der Ringerabteilung mit aktuell einer Mannschaft (Landesliga NRW) gibt es eine erfolgreiche Sportaktrobatik-Abteilung und neuerdings auch eine Kampfsportabteilung für Sambo.
Heros Dortmund ist Träger des Silbernen Lorbeerblattes.

## Erfolge (Ringen)
Mannschaft:
- 10-facher Deutscher Mannschaftsmeister 1927, 1930, 1932, 1949, 1951, 1953, 1954, 1955, 1956 und 1957
- Deutscher Vizemeister 1931, 1964 und 1966

## Meisterschaftsmannschaften
- 1927: Hinzmann, Fritz Maier, Ernst Steinig, Bottner, Schneppendahl, Anton Vogedes, Schütz
- 1930: Kuhnke, Maier, Eduard Sperling, Bottner, Schneppendahl, Kallner, Vogedes
- 1932: Schönleben, Ernst Steinig, Sperling, Bottner, Laudien, Kallner, Vogedes
- 1949: Pawlak, Basner, Dreikaus, Höllerer, Werner Härtling, Anton Mackowiak, Willi Liebern,  Gustav Gocke, Pielken
- 1951: Dekanski, Pompetzki, Basner, Helmut Höhenberger, Dreikaus, Härtling, Mackowiak, Gocke, Liebern
- 1953: Rolf Schreer, Werner Schneider, Höhenberger, Rolf Ellerbrock, Härtling, Mackowiak, Gocke, Horst Heß, Liebern
- 1954: Schreer, Schneider, Höhenberger, Ellerbrock, Härtling, Mackowiak, Gocke, Heß, Liebern
- 1955: Endruschat, Schreer, Schneider, Höhenberger, Ellerbrock, Porscha, Mackowiak, Gocke, Liebern
- 1957: Nüße, Schreer, Höhenberger, Porscha, Ellerbrock, Schneider, Mackowiak, Heß, Liebern
- 1956 wurde der Mannschaftsmeister aufgrund der Erfolge bei den Einzelmeisterschaften ermittelt.